# Pteropurpura trialata
Pteropurpura trialata är en snäckart som först beskrevs av G. B. Sowerby II 1834.  Pteropurpura trialata ingår i släktet Pteropurpura och familjen purpursnäckor. Inga underarter finns listade i Catalogue of Life.